# لويز ديلوس رييس
لويز ديلوس رييس هي عارضة وممثلة فلبينية، ولدت في 1 سبتمبر 1993 في Tanza ‏ في الفلبين.

## وصلات خارجية
- لويز ديلوس رييس على موقع IMDb (الإنجليزية)
- لويز ديلوس رييس على موقع ميوزك برينز (الإنجليزية)
- لويز ديلوس رييس على موقع قاعدة بيانات الفيلم (الإنجليزية)